# Eukalyptol
Eukalyptol är en kemisk förening som framställs av eukalyptusolja genom stark avkylning och inledning av klorväte till denna. Den då bildade eukalyptolkloriden sönderdelas av vatten i saltsyra och eukalyptol som frånskiljes och renas genom destillation. Den utgör en färglös vätska som vid stark avkylning bildar nålformiga kristaller.
Rekommenderat svenskt namn cineol.
Ämnet är ej lösligt i vatten, men lättlösligt i alkohol, eter, kloroform och feta oljor.
Det identifierades år 1870 av F S Cloez som tillskrev namnet till den dominerande delen i olja från Eucalyptus globulus. Eukalyptusolja, som samlingsnamn på oljor från eukalyptussläktet ska inte förväxlas med den kemiska föreningen eukalyptol. 

## Användning
Eukalyptol kan användas som desinfektionsmedel vid sårbehandling, samt mot kronisk bronkit, astma och sjukdomar i urinorganen. Det har även använts som beståndsdel i insektsmedel.
Vid intag av högre än normala doser är eukalyptol giftigt vid förtäring, hudkontakt eller inandning. Det kan ha akuta hälsoeffekter på beteende, luftvägarna och nervsystemet.